# Anzánigo
Anzánigo (aragonesisch Anzanigo) ist ein spanischer Ort im Pyrenäenvorland in der Provinz Huesca der Autonomen Gemeinschaft Aragonien. Anzánigo ist seit 1972 ein Ortsteil der Gemeinde Caldearenas. Der Ort im Tal des Gállego hatte 31 Einwohner im Jahr 2015.

## Sehenswürdigkeiten
- Mittelalterliche Brücke
- Pfarrkirche Santa Águeda aus dem 17./18. Jahrhundert
- Romanische Ermita Virgen de Izarbe aus dem 13. Jahrhundert